# Punta dell'Alp
La Punta dell'Alp est un sommet du massif d'Escreins, situé dans les Alpes à la frontière franco-italienne. Culminant à 3 031 ou 3 033 mètres d'altitude, il se situe sur une crête se prolongeant au nord vers le col Agnel (2 748 m) et au sud vers le pic de Caramantran (3 025 m).

## Ascension
C'est un sommet facile d'accès en randonnée pédestre, depuis Saint-Véran ou depuis le refuge Agnel (2 580 m).
L'ascension en ski de montagne depuis le hameau de Chianale (Pontechianale, Italie) est considérée d'un niveau BS.

### Cartographie
- (it) Cartographie officielle IGM échelle 1:25 000 et 1:100 000
- (it) Istituto Geografico Centrale, Carta dei sentieri échelle 1:50 000 n.6 Monviso, et échelle 1:25 000 n. 106 Monviso - Sampeyre - Bobbio Pellice
- (it) « Carte échelle 1:10 000 », sur Gis.provincia.cuneo.it